# Fátima Blázquez Lozano
María Fátima Blázquez Lozano (Salamanca, Castella i Lleó, 14 de maig de 1975) va ser una ciclista espanyola que va competir professionalment de 1995 al 2005.
Va participar en dues edicions dels Jocs Olímpics.

## Palmarès
- 1995
  - 1a a la Volta a Navarra
- 2000
  - Vencedora d'una etapa a l'Emakumeen Bira
- 2002
  - Vencedora d'una etapa al Giro d'Itàlia
- 2003
  - 1a a la Copa d'Espanya
- 2004
  - 1a a la Copa d'Espanya